# レガ・バスケット・セリエA
レガ・バスケット・セリエA（イタリア語: Lega Basket Serie A, 英語: Serie A Basketball League）は、イタリアのプロバスケットボールリーグのトップディビジョンである。1920年発足。サッカーのセリエAのバスケットボール版に当たる。

## スポンサーの変遷
| 年        | スポンサー  | 公式リーグ名        |
| --------- | ----------- | ------------------- |
| 1993-1996 | Luxottica   | Luxottica Cup       |
| 1996-1998 | Polo        | Polo Cup            |
| 1998-1999 | Ford Puma   | Ford Puma Trophy    |
| 1999-2000 | SportWeek   | SportWeek Cup       |
| 2000-2003 | Foxy        | Foxy Cup            |
| 2003-2009 | TIM         | Serie A TIM         |
| 2009-2012 | Agos Ducato | Agos Ducato Serie A |
| 2012-2016 | Beko        | Serie A Beko        |
| 2016      | なし        | LBA                 |
| 2016-2019 | PosteMobile | Serie A PosteMobile |
| 2019-     | なし        | LBA                 |

## 2017-18シーズン所属チーム
| チーム名                                   | ホームタウン       | ホームアリーナ                       | 収容人数 |
| ------------------------------------------ | ------------------ | ------------------------------------ | -------- |
| ディナモ・バスケット・サッサリ             | サッサリ           | Palasport Roberta Serradimigni       | 5,000    |
| オルランディーナ・バスケット               | カーポ・ドルランド | パラファントッツィ                   | 3,508    |
| USヴィクトリア・リベルタス・パラカネストロ | ペーザロ           | アドリア・アリーナ                   | 10,323   |
| アキラ・バスケット・トレント               | トレント           | パラトレント                         | 4,360    |
| パラカネストロ・オリンピア・ミラノ         | ミラノ             | メディオラヌム・フォーラム           | 12,700   |
| アクシリム・パラカネストロ・トリノ         | トリノ             | パラルフィニ                         | 4,500    |
| バスケット・ブレシア・レオネッサ           | ブレシア           | PalaGeorge                           | 5,500    |
| パラカネストロ・レッジャーナ               | レッジョ・エミリア | ランドローバー・アリーナ(ボローニャ) | 5,570    |
| パラカネストロ・レッジャーナ               | レッジョ・エミリア | パラビジ                             | 4,600    |
| ニュー・バスケット・ブリンディジ           | ブリンディジ       | PalaPentassuglia                     | 3,534    |
| パラカネストロ・ヴァレーゼ                 | ヴァレーゼ         | Palasport Lino Oldrini               | 5,100    |
| パラカネストロ・カントゥ                   | カントゥ           | パラデージオ (デージオ)              | 6,700    |
| ヴィルトゥス・パラカネストロ・ボローニャ   | ボローニャ         | ウニポル・アリーナ                   | 9,513    |
| SSフェリーチェ・スカンドーネ               | アヴェッリーノ     | Palasport Del Mauro                  | 5,195    |
| ピストイア・バスケット2000                 | ピストイア         | パラフェルミ                         | 4,000    |
| ライアー・ヴェネツィア・メストレ           | ヴェネツィア       | Palasport Giuseppe Taliercio         | 3,506    |
| グエリーノ・ヴァノリ・バスケット           | クレモナ           | Palasport Mario Radi                 | 3,527    |

## 歴代優勝チーム
出典: 
- 1920: コスタンザ
- 1921: アッシ・ミラノ
- 1922: アッシ・ミラノ
- 1923: インテルナツィオナーレ・ミラノ
- 1924: アッシ・ミラノ
- 1925: アッシ・ミラノ
- 1926: アッシ・ミラノ
- 1927: アッシ・ミラノ
- 1928: ジンナスティカ・ローマ
- 1929: 未開催
- 1930: ジンナスティカ・トリエスティナ
- 1931: ジンナスティカ・ローマ
- 1932: ジンナスティカ・トリエスティナ
- 1933: ジンナスティカ・ローマ
- 1934: ジンナスティカ・トリエスティナ
- 1935: ジンナスティカ・ローマ
- 1935-36: ボルレッティ・ミラノ
- 1936-37: ボルレッティ・ミラノ
- 1937-38: ボルレッティ・ミラノ
- 1938-39: ボルレッティ・ミラノ
- 1939-40: ジンナスティカ・トリエスティナ
- 1940-41: ジンナスティカ・トリエスティナ
- 1941-42: レイヤー・ヴェネツィア
- 1942-43: レイヤー・ヴェネツィア
- 1943-44: 第二次世界大戦のため未開催
- 1944-45: 第二次世界大戦のため未開催
- 1945-46: ヴィルトゥス・ボローニャ
- 1946-47: ヴィルトゥス・ボローニャ
- 1947-48: ヴィルトゥス・ボローニャ
- 1948-49: ヴィルトゥス・ボローニャ
- 1949-50: ボルレッティ・ミラノ
- 1950-51: ボルレッティ・ミラノ
- 1951-52: ボルレッティ・ミラノ
- 1952-53: ボルレッティ・ミラノ
- 1953-54: ボルレッティ・ミラノ
- 1954-55: ミンガンティ・ボローニャ
- 1955-56: ミンガンティ・ボローニャ
- 1956-57: シンメンタール・ミラノ
- 1957-58: シンメンタール・ミラノ
- 1958-59: シンメンタール・ミラノ
- 1959-60: シンメンタール・ミラノ
- 1960-61: イグニス・ヴァレーゼ
- 1961-62: シンメンタール・ミラノ
- 1962-63: シンメンタール・ミラノ
- 1963-64: イグニス・ヴァレーゼ
- 1964-65: シンメンタール・ミラノ
- 1965-66: シンメンタール・ミラノ
- 1966-67: シンメンタール・ミラノ
- 1967-68: オランソダ・カントゥ
- 1968-69: イグニス・ヴァレーゼ
- 1969-70: イグニス・ヴァレーゼ
- 1970-71: イグニス・ヴァレーゼ
- 1971-72: シンメンタール・ミラノ
- 1972-73: イグニス・ヴァレーゼ
- 1973-74: イグニス・ヴァレーゼ
- 1974-75: ビーラ・フォルスト・カントゥ
- 1975-76: シヌディネ・ボローニャ
- 1976-77: モビルジルジ・ヴァレーゼ
- 1977-78: モビルジルジ・ヴァレーゼ
- 1978-79: シヌディネ・ボローニャ
- 1979-80: シヌディネ・ボローニャ
- 1980-81: スクイーブ・カントゥ
- 1981-82: ビリー・ミラノ
- 1982-83: バンコ・ディ・ローマ
- 1983-84: グラナローロ・ボローニャ
- 1984-85: シマク・ミラノ
- 1985-86: シマク・ミラノ
- 1986-87: トラセル・ミラノ
- 1987-88: スカヴォリーニ・ ペーザロ
- 1988-89: フィリプス・ミラノ
- 1989-90: スカヴォリーニ・ ペーザロ
- 1990-91: フォノラ・カゼルタ
- 1991-92: ベネトン・トレヴィーゾ
- 1992-93: クノール ・ボローニャ
- 1993-94: バックラー・ビール・ボローニャ
- 1994-95: バックラー・ビール・ボローニャ
- 1995-96: ステファネル・ミラノ
- 1996-97: ベネトン・トレヴィーゾ
- 1997-98: キンデル・ボローニャ
- 1998-99: ヴァレーゼ・ルースターズ
- 1999-00: パフ・ウェニントン・ボローニャ
- 2000-01: キンデル・ボローニャ
- 2001-02: ベネトン・トレヴィーゾ
- 2002-03: ベネトン・トレヴィーゾ
- 2003-04: モンテパスキ・シエーナ
- 2004-05: クリマミオ・ボローニャ
- 2005-06: ベネトン・トレヴィーゾ
- 2006-07: モンテパスキ・シエーナ
- 2007-08: モンテパスキ・シエーナ
- 2008-09: モンテパスキ・シエーナ
- 2009-10: モンテパスキ・シエーナ
- 2010-11: モンテパスキ・シエーナ
- 2011-12:  モンテパスキ・シエーナ[注釈 1]（剥奪）
- 2012-13:  モンテパスキ・シエーナ[注釈 1]（剥奪）
- 2013-14: EA7エンポリオ・アルマーニ・ミラノ
- 2014-15: バンコ・ディ・サルデーニャ・サッサリ
- 2015-16: EA7エンポリオ・アルマーニ・ミラノ
- 2016-17: ウマナ・レイヤー・ヴェネツィア
- 2017-18: EA7エンポリオ・アルマーニ・ミラノ
- 2018-19: ウマナ・レイヤー・ヴェネツィア
- 2019-20: 新型コロナウィルスのため中止
- 2020-21: ヴィルトゥス・セガフレド・ボローニャ
- 2021-22: EA7エンポリオ・アルマーニ・ミラノ

## クラブ別優勝回数
| クラブ                                         | 優勝 | 優勝年度 |
| ---------------------------------------------- | ---- | --- |
| オリンピア・ミラノ                             | 26   | 1935-36, 1936-37, 1937-38, 1938-39, 1949-50, 1950-51, 1951-52, 1952-53, 1953-54, 1956-57, 1957-58, 1958-59, 1959-60, 1961-62, 1962-63, 1964-65, 1965-66, 1966-67, 1971-72, 1981-82, 1984-85, 1985-86, 1986-87, 1988-89, 1995-96, 2013-14 |
| ヴィルトゥス・パラカネストロ・ボローニャ       | 15   | 1945-46, 1946-47, 1947-48, 1948-49, 1954-55, 1955-56, 1975-76, 1978-79, 1979-80, 1983-84, 1992-93, 1993-94, 1994-95, 1997-98, 2000-01 |
| ヴァレーゼ                                     | 10   | 1960-61, 1963-64, 1968-69, 1969-70, 1970-71, 1972-73, 1973-74, 1976-77, 1977-78, 1998-99 |
| メンズ・サーナ                                 | 8    | 2003-04, 2006-07, 2007-08, 2008-09, 2009-10, 2010-11, 2011-12, 2012-13 |
| アッシ・ミラノ                                 | 6    | 1921, 1922, 1924, 1925, 1926, 1927 |
| ジンナスティカ・トリエスティーナ               | 5    | 1930, 1932, 1934, 1939-40, 1940-41 |
| パラカネストロ・トレヴィーゾ                   | 5    | 1991-92, 1996-97, 2001-02, 2002-03, 2005-06 |
| ジンナスティカ・ローマ                         | 4    | 1928, 1931, 1933, 1935 |
| パラカネストロ・カントゥ                       | 3    | 1967-68, 1974-75, 1980-81 |
| ライヤー・ヴェネツィア                         | 2    | 1941-42, 1942-43 |
| VLペーザロ                                     | 2    | 1987-88, 1989-90 |
| フォルティトゥード・パラカネストロ・ボローニャ | 2    | 1999-2000, 2004-05 |
| コスタンツァ・ミラノ                           | 1    | 1920 |
| インテル・ミラノ                               | 1    | 1923 |
| パラカネストロ・ローマ                         | 1    | 1982-83 |
| ユーヴェカゼルタ                               | 1    | 1990-91 |
| ディナモ・サッサリ                             | 1    | 2014-15 |